# Antoing
Antoing är en kommun i Belgien.   Den ligger i provinsen Hainaut och regionen Vallonien, i den västra delen av landet, 70 kilometer sydväst om huvudstaden Bryssel. Antalet invånare är 7 649.
Trakten runt Antoing består till största delen av jordbruksmark. Runt Antoing är det tätbefolkat, med 257 invånare per kvadratkilometer.